# ビニルフェノールレダクターゼ
ビニルフェノールレダクターゼは、下記の反応を触媒する酸化還元酵素である。
4-ビニルフェノール + NAD+ + 3 H+ ⇔ 4-エチルフェノール + NADH

## 生化学
ブレタノマイセス属の酵母から発見され、ワインの発酵中にp-クマル酸を出発点として4-ビニルフェノールから4-エチルフェノールを生成する。フェルラ酸を出発点とした場合には、4-ビニルグアイヤコールを経て4-エチルグアイヤコールとなる。これらのフェノール類は、ワインの香りを損なう「フェノレ」と呼ばれるオフフレーバーの原因となる。